# Nu'ulua
Nu'ulua is een klein onbewoond eiland, zo'n 1,3 km ten oosten van Cape Tapaga, het meest zuidoostelijke punt van Upolu, een van de twee hoofdeilanden van Samoa. Het eiland Nu'ulua is een van de vier Aleipata eilanden. Het eiland heeft een grootte van ongeveer 0,2 km². Bestuurlijk gezien is Nu'ulua van het district Atua.
Samen met het naburige eiland Nu'utele is het eiland een belangrijke broedplaats voor vele vogels, zoals de tandduif en vleermuizensoort Pteropus samoensis.
De eilanden hebben de grootste zeevogel populatie van Samoa, en ze zijn zeer belangrijk in het behouden van vele vogelsoorten. Het in standhouden van de vogel diversiteit op de eilanden houdt ook het terugdringen van de polynesische rat in. Deze rattensoort voedt zich voornamelijk met insecten, vogels en hagedissen, en zijn daarom een bedreiging voor de biodiversiteit.
Nu'ulua is een restant van een geërodeerde vulcanische tufstenen ring.